# Ljubov' Isaakovna Aksel'rod
Ljubov' Isaakovna Aksel'rod, in russo Любовь Исааковна Аксельрод? (Vilnius, 1868 – Mosca, 5 febbraio 1946), è stata una filosofa russa.
Simpatizzante dell'anarchia, fu esiliata in Svizzera dal 1887 al 1906. Menscevica, contrastò il pensiero di Abram Deborin e difese il materialismo. Sua principale opera è Per la difesa del materialismo dialettico. Contro la scolastica (1928).